# Сизонтов, Владимир Аристович
Владимир Аристович Сизонтов (род. 27 марта 1949) — советский футболист, нападающий. Советский и российский футбольный тренер.

## Биография
Воспитанник футбольной школы «Волна» / «Молния» Омск, первый тренер Борис Баляев. В 1967 году стал лучшим бомбардиром дубля омского «Иртыша», забив 8 мячей. В последней игре сезона дебютировал во второй группе класса «А» за основную команду. Следующий сезон отыграл в классе «Б» за «Нефтяник» Омск. В 1969 году вернулся в «Иртыш». В 1971—1972 годах играл за читинский СКА. До 1980 года выступал во второй лиге в составе «Иртыша». Затем играл в команде КФК «Локомотив» Омск.
Работал в СДЮШОР-14. Окончил высшую школу тренеров. Работал в командах «Прогресс» Бийск (1989—1990 — главный тренер), «Уралец» Н. Тагил (1990—1991 — тренер), «Сибирь»/«Тобол» Курган (1994—1995, со 2 августа 2003 — главный тренер), «Иртыш» Омск (1995—1997, 2001—2002, — тренер; 2001, до июня — главный тренер), «Иртыш» Тобольск (1999 — главный тренер).